# Serena Malvestito
Serena Malvestito (née le 21 août 1988  à Pavie, en Lombardie) est une joueuse italienne de volley-ball. Elle mesure 1,84 m et joue au poste de centrale.

## Clubs
| Club                   | Pays   | De             | À              |
| ---------------------- | ------ | -------------- | -------------- |
| Club Italia            | Italie | 2004-2005      | 2004-2005      |
| Minerva Volley Pavia   | Italie | 2005-2006      | 2006-2007      |
| Volleyball Santa Croce | Italie | 2007-2008      | 2007-2008      |
| Pallavolo Volta        | Italie | 2008-2009      | 2009-2010      |
| Cuatto Giaveno Volley  | Italie | 2010-2011      | 2010-2011      |
| Spes Volley Conegliano | Italie | 2011-2012      | 2011-2012      |
| Volley 2002 Forlì      | Italie | septembre 2012 | septembre 2012 |
| VBC Casalmaggiore      | Italie | janvier 2013   | …              |

## Palmarès
- Championnat d'Europe des moins de 20 ans
  - Vainqueur : 2006